# 1709
| 1709               |
| ------------------ |
| Dødsfald - Fødsler |
| • Begivenheder     |

| Gregoriansk kalender | 1709 MDCCIX             |
| Ab urbe condita      | 2462                    |
| Armensk kalender     | 1158 ԹՎ ՌՃԾԸ            |
| Kinesiske kalender   | 4405 – 4406 戊子 – 己丑 |
| Etiopisk kalender    | 1701 – 1702             |
| Jødisk kalender      | 5469 – 5470             |
| Hindukalendere       |                         |
| - Vikram Samvat      | 1764 – 1765             |
| - Shaka Samvat       | 1631 – 1632             |
| - Kali Yuga          | 4810 – 4811             |
| Iransk kalender      | 1087 – 1088             |
| Islamisk kalender    | 1121 – 1122             |

Konge i Danmark: Frederik 4. 1699-1730 – Danmark i krig: Den store nordiske krig 1700-1721
Se også 1709 (tal)

## Begivenheder

### Udateret
- Vinteren er så hård, at man kan køre på slæde fra Sjælland til Bornholm.
- Kongeloven offentliggøres
- I Rusland bruger man for første gang forvisning til Sibirien som straf
- Johann Maria Farina opfinder Eau de Cologne.

### Februar
- 1. februar – Alexander Selkirk undsættes fra øen Juan Fernandez, hvor han har tilbragt 5 år. Hans oplevelser gav Daniel Defoe inspiration til at skrive Robinson Crusoe.

### Juni
- 28. juni – Svenske Karl XII lider nederlag mod Peter den Store i Slaget ved Poltava. Han undslipper med få soldater og søger tilflugt i Tyrkiet

### Juli
- 8. juli - under Den Store Nordiske Krig besejres den svenske krigerkonge Karl 12. af Peter den Stores hær ved Slaget ved Poltava

### Oktober
- 28. oktober – Danmark erklærer Sverige krig – og går dermed ind i den store nordiske krig igen. Efter svenskernes nederlag i krigen mod Rusland så Frederik 4. chancen for at vinde det tabte Skåne tilbage

## Født
- 18. september – Dr. Samuel Johnson, engelsk filosof og ordbogsforfatter (død 1784).
- 29. december – Elisabeth, russisk kejserinde. (død 1762)